# Agapetus arvernensis
Agapetus arvernensis är en nattsländeart som först beskrevs av Malicky 1980.  Agapetus arvernensis ingår i släktet Agapetus och familjen stenhusnattsländor. Inga underarter finns listade i Catalogue of Life.